# Dumbrăvița (okręg Braszów)
Dumbrăvița – wieś w Rumunii, w okręgu Braszów, w gminie Dumbrăvița. W 2011 roku liczyła 3772 mieszkańców.